# Ґудзіш
Ґудзіш (пол. Gudzisz, нім. Kutzdorf) — село в Польщі, у гміні Болешковиці Мисліборського повіту Західнопоморського воєводства.
Населення — 260 осіб (2011).
У 1975-1998 роках село належало до Гожовського воєводства.

## Демографія
Демографічна структура станом на 31 березня 2011 року:
|          | Загалом | Допрацездатний вік | Працездатний вік | Постпрацездатний вік |
| -------- | ------- | ------------------ | ---------------- | -------------------- |
| Чоловіки | 126     | 27                 | 89               | 10                   |
| Жінки    | 134     | 28                 | 81               | 25                   |
| Разом    | 260     | 55                 | 170              | 35                   |